# Station Chantilly - Gouvieux
Station Chantilly - Gouvieux is een spoorwegstation aan de spoorlijn Paris-Nord - Lille. Het ligt in de Franse gemeente Chantilly, vlak bij Gouvieux in het departement Oise. (Hauts-de-France).

## Geschiedenis
Het station is op 10 mei 1859 geopend.

## Ligging
Het station ligt op kilometerpunt 40,941 van de spoorlijn Paris-Nord - Lille.

## Treindienst
| Serie | Treinsoort | Route | Bijzonderheden |
| ----- | ---------- | --- | -------------- |
| C 10  | TER (SNCF) | Paris-Nord – Chantilly - Gouvieux – Creil – Longueau – Amiens |                |
| C 11  | TER (SNCF) | Paris-Nord – Chantilly - Gouvieux – Creil – Saint-Just-en-Chaussée |                |
| C 13  | TER (SNCF) | Paris-Nord – Chantilly - Gouvieux – Creil – Compiègne |                |
| C 14  | TER (SNCF) | Paris-Nord – Chantilly - Gouvieux – Compiègne |                |
| RER D | RER (SNCF) | Creil – Chantilly - Gouvieux – Paris-Nord – Paris-Lyon – Villeneuve-Saint-Georges – [ Melun ] / [ Juvisy – [ Évry-Val-de-Seine – Corbeil-Essonnes ] / [ Évry - Courcouronnes Centre – Corbeil-Essonnes – [ Melun ] / [ Malesherbes ] ] ] |                |